# Estação San Joaquín (Metrô da Cidade do México)
A Estação San Joaquín é uma das estações do Metrô da Cidade do México, situada na Cidade do México, entre a Estação Tacuba e a Estação Polanco. Administrada pelo Sistema de Transporte Colectivo, faz parte da Linha 7.
Foi inaugurada em 20 de dezembro de 1984. Localiza-se na Avenida Lago Hielmar. Atende o bairro Deportivo Pensíl, situado na demarcação territorial de Miguel Hidalgo. A estação registrou um movimento de 9.256.336 passageiros em 2016.